# 35.ª Brigada Mixta (Ejército Popular de la República)
La 35.ª Brigada Mixta fue una unidad del Ejército Popular de la República que operó durante la Guerra Civil Española. A lo largo de la contienda estuvo presente en el frente del Centro, teniendo una destacada actuación durante las batallas defensivas de Madrid y Guadalajara. Al final de la guerra algunas de sus fuerzas tomaron parte en el llamado golpe de Casado.

## Historial
La unidad fue creada en diciembre de 1936 a partir de un batiburrillo de milicias y, especialmente, la Columna Barceló. La 35.ª BM quedó a las órdenes del teniente coronel Luis Barceló Jover e integrada en la 8.ª División del I Cuerpo de Ejército, cubriendo el sector de Valdemorillo-Las Rozas de Madrid.
Poco después de su creación la 35.ª BM tomó parte en la Segunda batalla de la carretera de La Coruña, de la cual causó bajas por heridas el mando de la brigada, Barceló Jover, que sería sustituido por el brigadista italiano Nino Nanetti. A comienzos de 1937 la unidad participó activamente en la Tercera batalla de la carretera de La Coruña, formando parte del dispositivo republicano. El 3 de enero de 1937 realizó un contraataque contra la ofensiva sublevada en la línea Las Rozas de Madrid-Majadahonda, y el 10 contraatacó sobre Villanueva del Pardillo. Al término de los combates, el 23 de enero la brigada quedó integró en la 10.ª División. 
El 12 de marzo la 35.ª BM, ahora integrada en la 12.ª División del IV Cuerpo de Ejército y bajo el mando del mayor de milicias Liberino González, se trasladó precipitadamente hacia el frente de Guadalajara con la misión de defender el sector que iba desde el km 83 de la carretera de Soria hasta la población de Valdearenas. El frente republicano en la zona se encontraba gravemente amenazado por la ofensiva del Corpo Truppe Volontarie italiano. La 35.ª BM intervino más tarde en el contraataque republicano, avanzando por el flanco izquierdo, sobre las localidades de Valdearenas, Muduex, Utande y Padilla de Hita.
En abril Liberino González pasa a mandar la 12.ª División, cambiando el mando de la brigada. Durante el resto de la contienda la unidad no intervino en operaciones de importancia. En abril de 1938 la 35.ª BM pasó a formar parte de la 14.ª División del Grupo de Ejércitos de la Región Central (GERC). Entre el 7 y el 15 de enero de 1939, al igual que otras unidades republicanas, trató infructuosamente de romper el frente madrileño en apoyo de las fuerzas republicanas en Cataluña y Extremadura.
Cuando a comienzos de marzo de 1939 se produjo el Golpe de Estado de Casado la brigada mandó algunas compañías a Madrid, en apoyo de las fuerzas del coronel Casado, logrando ocupar la plaza de Manuel Becerra.

## Mandos
Comandantes
- Teniente coronel Luis Barceló Jover;
- Mayor de milicias Nino Nanetti;
- Mayor de milicias Liberino González González;
- Mayor de milicias Félix Lucandi Aurrecoechea;
- Mayor de milicias Joaquín Martínez Sánchez;

Comisarios
- Adolfo Lagos Escalona, del PCE;[6]
- Manuel Martínez Sánchez, del PSOE;[7]

Jefes de Estado Mayor
- capitán de ingenieros Blas Santurde Garcimartín;